# Chiesa di San Rocco (Como)
La chiesa di San Rocco è un edificio di culto cattolico situato nella zona sud della convalle di Como.

## Storia
L'attuale struttura fu costruita nel 1535, sulla base di una precedente chiesa dedicata a San Protaso. I lavori furono promossi da una confraternita devota a San Rocco.
La finestra termale in facciata e la cupola ottagonale della chiesa vennero realizzate posteriormente al 1885.
Ivi sepolto per suo espresso desiderio, nella navata centrale con lapide a ricordo, Monsignor Alessandro Macchi, Vescovo di Como (1930-1947).
Per secoli alle dipendenze della chiesa di San Bartolomeo,  nel 1921 la chiesa di San Rocco fu elevata al rango di parrocchiale.
Il 15 settembre 2020, nel piazzale davanti alla chiesa di San Rocco venne ucciso don Roberto Malgesini.